# Nicholas Ball
Nicholas Ball († 1609) war ein irischer Politiker.
Nicholas Ball war der Sohn von Bartholomew Ball und dessen Frau Margaret Bermingham. Von 1570 bis 1571 bekleidete er das Amt des Sheriffs von Dublin. 1574 wurde er Ratsherr von Dublin. Sein Bruder Walter war bereits 1573 Ratsherr geworden. Von 1582 bis 1583 war er Bürgermeister von Dublin. In dieser Funktion versuchte er seiner Mutter zu helfen, die 1580 von seinem Bruder Walter, der zu diesem Zeitpunkt Bürgermeister war, eingesperrt worden war. Da Walter jedoch immer noch Commissioner for Ecclesiastical Causes war und somit mehr Einfluss als Nicholas hatte, konnte Nicholas daran nichts ändern.
Von 1584 bis 1585 und erneut von 1592 bis 1593 war er Gildenmeister der Kaufmannsgilde. Im Jahr 1585 wurde er als Abgeordneter für das County Dublin ins irische House of Commons gewählt.